# Agrias obsoleta
Agrias obsoleta är en fjärilsart som beskrevs av Peter William Michael 1932. Agrias obsoleta ingår i släktet Agrias och familjen praktfjärilar. Inga underarter finns listade i Catalogue of Life.